# Seznam prvouvrščenih singlov 2019 (Slovenija)
Seznam prvouvrščenih singlov Slovenije 2019 iz uradne nacionalne lestvice SloTop50, združene v 61 slovenskih radijskih postaj, ki jo združenje SAZAS samodejno obračunava tedensko, mesečno in letno.

## Lestvica

### Tedenska
Prvo mesto lestvice in najvišje uvrščena domača skladba za vsak teden
|  | Najbolje uvrščen single leta 2019 |

| Št. | Teden | Izid lestvice      | Skladba na prvem mestu lestvice | Izvajalec                                              |                 | Top domača skladba         | Top domači izvajalec |  |
| --- | ----- | ------------------ | ------------------------------- | ------------------------------------------------------ | --------------- | -------------------------- | -------------------- |  |
| re  | 314   | 6. januar 2019     | "Promises"                      | Calvin Harris ft. Sam Smith                            | "Peru"          | BQL                        | [ 1 ]                |  |
| re  | 315   | 13. januar 2019    | "Promises"                      | Calvin Harris ft. Sam Smith                            | "Peru"          | BQL                        | [ 2 ]                |  |
| re  | 316   | 20. januar 2019    | "In My Mind"                    | Dynoro ft. Gigi D'Agostino                             | "Peru"          | BQL                        | [ 3 ]                |  |
| re  | 317   | 27. januar 2019    | "In My Mind" "Promises"         | Dynoro ft. Gigi D'Agostino Calvin Harris ft. Sam Smith | "Peru"          | BQL                        | [ 4 ]                |  |
| re  | 318   | 3. februar 2019    | "In My Mind"                    | Dynoro ft. Gigi D'Agostino                             | "Peru"          | BQL                        | [ 5 ]                |  |
| 73  | 319   | 10. februar 2019   | "Sweet but Psycho"              | Ava Max                                                | "Peru"          | BQL                        | [ 6 ]                |  |
| 73  | 320   | 17. februar 2019   | "Sweet but Psycho"              | Ava Max                                                | "Luna"          | Nika Zorjan ft. J. Haller  | [ 7 ]                |  |
| 73  | 321   | 24. februar 2019   | "Sweet but Psycho"              | Ava Max                                                | "Sebi"          | Zala Kralj & Gašper Šantl  | [ 8 ]                |  |
| 73  | 322   | 3. marec 2019      | "Sweet but Psycho"              | Ava Max                                                | "Sebi"          | Zala Kralj & Gašper Šantl  | [ 9 ]                |  |
| 73  | 323   | 10. marec 2019     | "Sweet but Psycho"              | Ava Max                                                | "Sebi"          | Zala Kralj & Gašper Šantl  | [ 10 ]               |  |
| 73  | 324   | 17. marec 2019     | "Sweet but Psycho"              | Ava Max                                                | "Sebi"          | Zala Kralj & Gašper Šantl  | [ 11 ]               |  |
| 73  | 325   | 24. marec 2019     | "Sweet but Psycho"              | Ava Max                                                | "Sebi"          | Zala Kralj & Gašper Šantl  | [ 12 ]               |  |
| 73  | 326   | 31. marec 2019     | "Sweet but Psycho"              | Ava Max                                                | "Sebi"          | Zala Kralj & Gašper Šantl  | [ 13 ]               |  |
| 73  | 327   | 7. april 2019      | "Sweet but Psycho"              | Ava Max                                                | "V srce"        | Natalija Verboten          | [ 14 ]               |  |
| 73  | 328   | 14. april 2019     | "Sweet but Psycho"              | Ava Max                                                | "V srce"        | Natalija Verboten          | [ 15 ]               |  |
| 74  | 329   | 21. april 2019     | "Nothing Breaks Like a Heart"   | Mark Ronson feat. Miley Cyrus                          | "V srce"        | Natalija Verboten          | [ 16 ]               |  |
| 75  | 330   | 28. april 2019     | "Giant"                         | Calvin Harris and Rag'n'Bone Man                       | "V srce"        | Natalija Verboten          | [ 17 ]               |  |
| 75  | 331   | 5. maj 2019        | "Giant"                         | Calvin Harris and Rag'n'Bone Man                       | "V srce"        | Natalija Verboten          | [ 18 ]               |  |
| 75  | 332   | 12. maj 2019       | "Giant"                         | Calvin Harris and Rag'n'Bone Man                       | "Sebi"          | Zala Kralj & Gašper Šantl  | [ 19 ]               |  |
| 76  | 333   | 19. maj 2019       | "Con Calma"                     | Daddy Yankee feat. Snow                                | "Sebi"          | Zala Kralj & Gašper Šantl  | [ 20 ]               |  |
| 76  | 334   | 26. maj 2019       | "Con Calma"                     | Daddy Yankee feat. Snow                                | "Ola Ola"       | Nika Zorjan & Isaac Palma  | [ 21 ]               |  |
| 76  | 335   | 2. junij 2019      | "Con Calma"                     | Daddy Yankee feat. Snow                                | "Ola Ola"       | Nika Zorjan & Isaac Palma  | [ 22 ]               |  |
| 76  | 336   | 9. junij 2019      | "Con Calma"                     | Daddy Yankee feat. Snow                                | "Ola Ola"       | Nika Zorjan & Isaac Palma  | [ 23 ]               |  |
| 76  | 337   | 16. junij 2019     | "Con Calma"                     | Daddy Yankee feat. Snow                                | "Ola Ola"       | Nika Zorjan & Isaac Palma  | [ 24 ]               |  |
| 76  | 338   | 23. junij 2019     | "Con Calma"                     | Daddy Yankee feat. Snow                                | "Ola Ola"       | Nika Zorjan & Isaac Palma  | [ 25 ]               |  |
| 76  | 339   | 30. junij 2019     | "Con Calma"                     | Daddy Yankee feat. Snow                                | "Ola Ola"       | Nika Zorjan & Isaac Palma  | [ 26 ]               |  |
| 76  | 340   | 7. julij 2019      | "Con Calma"                     | Daddy Yankee feat. Snow                                | "Ola Ola"       | Nika Zorjan & Isaac Palma  | [ 27 ]               |  |
| 76  | 341   | 14. julij 2019     | "Con Calma"                     | Daddy Yankee feat. Snow                                | "Ola Ola"       | Nika Zorjan & Isaac Palma  | [ 28 ]               |  |
| 76  | 342   | 21. julij 2019     | "Con Calma"                     | Daddy Yankee feat. Snow                                | "Ola Ola"       | Nika Zorjan & Isaac Palma  | [ 29 ]               |  |
| 76  | 343   | 28. julij 2019     | "Con Calma"                     | Daddy Yankee feat. Snow                                | "Ola Ola"       | Nika Zorjan & Isaac Palma  | [ 30 ]               |  |
| 77  | 344   | 4. avgust 2019     | "I Don't Care"                  | Ed Sheeran and Justin Bieber                           | "Ola Ola"       | Nika Zorjan & Isaac Palma  | [ 31 ]               |  |
| 77  | 345   | 11. avgust 2019    | "I Don't Care"                  | Ed Sheeran and Justin Bieber                           | "Čaša vina"     | Natalija Verboten ft. Best | [ 32 ]               |  |
| 77  | 346   | 18. avgust 2019    | "I Don't Care"                  | Ed Sheeran and Justin Bieber                           | "Čaša vina"     | Natalija Verboten ft. Best | [ 33 ]               |  |
| 78  | 347   | 25. avgust 2019    | "Señorita"                      | Shawn Mendes and Camila Cabello                        | "Na plažo"      | Nika Zorjan                | [ 34 ]               |  |
| 78  | 348   | 1. september 2019  | "Señorita"                      | Shawn Mendes and Camila Cabello                        | "Na plažo"      | Nika Zorjan                | [ 35 ]               |  |
| 78  | 349   | 8. september 2019  | "Señorita"                      | Shawn Mendes and Camila Cabello                        | "Čaša vina"     | Natalija Verboten ft. Best | [ 36 ]               |  |
| 78  | 350   | 15. september 2019 | "Señorita"                      | Shawn Mendes and Camila Cabello                        | "Čaša vina"     | Natalija Verboten ft. Best | [ 37 ]               |  |
| 78  | 351   | 22. september 2019 | "Señorita"                      | Shawn Mendes and Camila Cabello                        | "Čaša vina"     | Natalija Verboten ft. Best | [ 38 ]               |  |
| 78  | 352   | 29. september 2019 | "Señorita"                      | Shawn Mendes and Camila Cabello                        | "Čaša vina"     | Natalija Verboten ft. Best | [ 39 ]               |  |
| 78  | 353   | 6. oktober 2019    | "Señorita"                      | Shawn Mendes and Camila Cabello                        | "Čaša vina"     | Natalija Verboten ft. Best | [ 40 ]               |  |
| 78  | 354   | 13. oktober 2019   | "Señorita"                      | Shawn Mendes and Camila Cabello                        | "Čaša vina"     | Natalija Verboten ft. Best | [ 41 ]               |  |
| 78  | 355   | 20. oktober 2019   | "Señorita"                      | Shawn Mendes and Camila Cabello                        | "Serenada"      | Manca Špik                 | [ 42 ]               |  |
| 78  | 356   | 27. oktober 2019   | "Señorita"                      | Shawn Mendes and Camila Cabello                        | "Ola Ola"       | Nika Zorjan & Isaac Palma  | [ 43 ]               |  |
| 78  | 357   | 3. november 2019   | "Señorita"                      | Shawn Mendes and Camila Cabello                        | "Vroče"         | S.I.T.                     | [ 44 ]               |  |
| 78  | 358   | 10. november 2019  | "Señorita"                      | Shawn Mendes and Camila Cabello                        | "Ola Ola"       | Nika Zorjan & Isaac Palma  | [ 45 ]               |  |
| 78  | 359   | 17. november 2019  | "Señorita"                      | Shawn Mendes and Camila Cabello                        | "Svet na dlani" | Nina Pušlar                | [ 46 ]               |  |
| 78  | 360   | 24. november 2019  | "Señorita"                      | Shawn Mendes and Camila Cabello                        | "Svet na dlani" | Nina Pušlar                | [ 47 ]               |  |
| 78  | 361   | 1. december 2019   | "Señorita"                      | Shawn Mendes and Camila Cabello                        | "Svet na dlani" | Nina Pušlar                | [ 48 ]               |  |
| 78  | 362   | 8. december 2019   | "Señorita"                      | Shawn Mendes and Camila Cabello                        | "Svet na dlani" | Nina Pušlar                | [ 49 ]               |  |
| 78  | 363   | 15. december 2019  | "Señorita"                      | Shawn Mendes and Camila Cabello                        | "Svet na dlani" | Nina Pušlar                | [ 50 ]               |  |
| 79  | 364   | 22. december 2019  | "Dance Monkey"                  | Tones and I                                            | "Bela snežinka" | Veter                      | [ 51 ]               |  |
| 79  | 365   | 29. december 2019  | "Dance Monkey"                  | Tones and I                                            | "Bela snežinka" | Veter                      | [ 52 ]               |  |

### Mesečna
Prvo mesto lestvice in najvišje uvrščena domača skladba za vsak mesec
| Št. | Teden | Izid lestvice  | Skladba na prvem mestu lestvice | Izvajalec                        |                 | Top domača skladba         | Top domači izvajalec |  |
| --- | ----- | -------------- | ------------------------------- | -------------------------------- | --------------- | -------------------------- | -------------------- |  |
| re  | 73    | Januar 2019    | "Promises"                      | Calvin Harris ft. Sam Smith      | "Peru"          | BQL                        | [ 53 ]               |  |
| 44  | 74    | Februar 2019   | "Sweet but Psycho"              | Ava Max                          | "Peru"          | BQL                        | [ 54 ]               |  |
| 44  | 75    | Marec 2019     | "Sweet but Psycho"              | Ava Max                          | "Peru"          | BQL                        | [ 55 ]               |  |
| 45  | 76    | April 2019     | "Sweet but Psycho"              | Ava Max                          | "V srce"        | Natalija Verboten          | [ 56 ]               |  |
| 46  | 77    | Maj 2019       | "Giant"                         | Calvin Harris and Rag'n'Bone Man | "Sebi"          | Zala Kralj & Gašper Šantl  | [ 57 ]               |  |
| 47  | 78    | Junij 2019     | "Con Calma"                     | Daddy Yankee feat. Snow          | "Ola Ola"       | Nika Zorjan & Isaac Palma  | [ 58 ]               |  |
| 47  | 79    | Julij 2019     | "Con Calma"                     | Daddy Yankee feat. Snow          | "Ola Ola"       | Nika Zorjan & Isaac Palma  | [ 59 ]               |  |
| 48  | 80    | Avgust 2019    | "I Don't Care"                  | Ed Sheeran and Justin Bieber     | "Čaša vina"     | Natalija Verboten ft. Best | [ 60 ]               |  |
| 49  | 81    | September 2019 | "Señorita"                      | Shawn Mendes and Camila Cabello  | "Čaša vina"     | Natalija Verboten ft. Best | [ 61 ]               |  |
| 50  | 82    | Oktober 2019   | "Señorita"                      | Shawn Mendes and Camila Cabello  | "Ola Ola"       | Nika Zorjan & Isaac Palma  | [ 62 ]               |  |
| 51  | 83    | November 2019  | "Señorita"                      | Shawn Mendes and Camila Cabello  | "Svet na dlani" | Nina Pušlar                | [ 63 ]               |  |